# Soprano dramática de agilidad
La soprano dramática de coloratura o soprano dramática de agilidad es una voz de extraordinarias características, muy rara entre las sopranos por su amplísima tesitura. Posee unos graves muy ricos, con mucha sonoridad en el centro como la soprano dramática, pero a su vez posee gran alcance en los agudos, a los que llega con claridad, nitidez y agilidad, lo que le permite ejecutar complicados ornamentos sin dificultad en el registro más agudo de su voz al igual que la soprano ligera. El rango vocal aproximado de este tipo de sopranos es de un "bajo B" (B3) a una "alta F" (F6). Dentro de la clasificación moderna, la soprano dramática de coloratura, sería lo más cercano a la antigua denominación mitificada de soprano sfogato. 

## Sopranos dramática de coloratura
- Rebeka Bobanj
- Maria Callas
- Isabella Colbran
- Cristina Deutekom

- Mariella Devia
- Leyla Gencer
- Alexandrina Pendatchanska

- Lilli Lehmann
- María Malibrán
- Caterina Mancini
- Margarete Matzenauer
- Nelly Miricioiu
- Edda Moser
- Lillian Nordica
- Simone Kermes
- Giuditta Pasta
- Rosa Ponselle
- Giuseppina Ronzi De Begnis
- Rita Shane
- Joan Sutherland
- Violetta Villas
- Josepha Weber
- Virginia Zeani
- Yma Sumac

## Roles
Los personajes considerados particulares para la voz de soprano dramático de coloratura, en general, requieren voces oscuras y voluminosas para enfatizar el drama mientras hacen uso de coloraturas en los agudos. Entre los principales están: Norma de Bellini, tanto por la amplia tesitura y lo dramático del personaje así como por su estilo de Bel canto; Abigaille en Nabucco de Verdi, conocida como la rompevoces por la despiadada tesitura tanto en graves potentes como de saltos a los agudos; Turandot de Puccini, enmarcada ésta dentro del verismo pero con agilidad en los agudos y La Reina de la Noche en La flauta mágica de Mozart, que exige una voz densa pero con capacidad de coloratura y sobreagudos. Otro famoso rol podría ser Lucia en Lucia di Lammermoor de Donizetti, por la naturaleza trágica de la protagonista y la amplia coloratura, aunque suele ser abordado por cualquier tipo de soprano de coloratura, o Lady Macbeth en Macbeth de Verdi, normalmente cantada por sopranos dramáticas.
Lista de papeles de coloratura para sopranos dramáticas y dramáticas de agilidad.
| - Abigaille, Nabucco (Verdi) - Amalia, I masnadieri (Verdi) - Anne, The Rake's Progress (Stravinsky) - Armida, Rinaldo (Handel) - Ascanio, Ascanio in Alba (Mozart) -- papel con calzones - Chief of the Secret Police Gepopo, Le Grand Macabre (Ligeti) - Cleopatra, Giulio Cesare (Handel) - Donna Anna, Don Giovanni (Mozart) - Electra, Idomeneo (Mozart) - Elisabetta, Maria Stuarda (Donizetti) - Elvira, Ernani (Verdi) - Esclarmonde, Esclarmonde (Massenet) - Fiordiligi, Così fan tutte (Mozart) - Giovanna, Giovanna d'Arco (Verdi) - Giulietta, I Capuleti e i Montecchi (Bellini) - Giulietta di Kelbar, Un giorno di regno (Verdi) - Hélène, Jérusalem (Verdi) | - Junia, Lucio Silla (Mozart) - Lady Macbeth, Macbeth (Verdi) - Leonora, Il trovatore (Verdi) - Lida, La battaglia di Legnano (Verdi) - Lina, Stiffelio (Verdi) - Lucia, Lucia di Lammermoor (Donizetti) - Luisa Miller, Luisa Miller (Verdi) - Madame Herz, Der Schauspieldirektor (Mozart) - Maria Stuarda, Maria Stuarda (Donizetti) - Mathilde, Guillaume Tell (Rossini) - Medora, El corsario (Verdi) - Norma, Norma (Bellini) - Odabella, Attila (Verdi) - La Reina de la Noche, La flauta mágica (Mozart) - Semiramide, Semiramide (Rossini) - Turandot, Turandot (Puccini) - Violetta, La traviata (Verdi) - Vitellia, La Clemenza di Tito (Mozart) |